# Bol.com
bol.com est un site internet de commerce en ligne basé à Utrecht (Pays-Bas) et actif sur les marchés néerlandais et belge. Le site est également disponible en français depuis janvier 2022.

## Histoire
Fondé en 1999 par le groupe Bertelsmann  (Bol signifiant « Bertelsmann online »), le site est repris en 2012 par le groupe Ahold, et en 2016 il passe dans le giron du groupe Ahold Delhaize à la suite de la fusion du néerlandais Ahold et du groupe belge Delhaize.